# Restaurazione spagnola

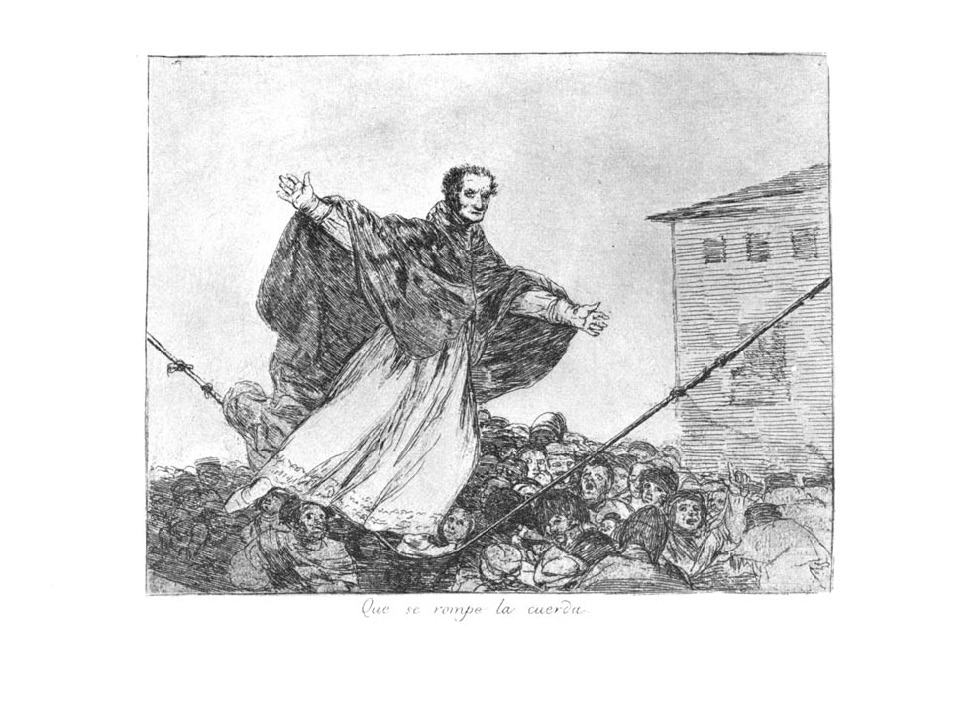
Stampa nº 77 della sezione «Caprichos enfáticos» de I disastri della guerra, che allude alla restaurazione fernandina. Secondo Bozal, in questa incisione viene riprodotto un alto rappresentante ecclesiastico in equilibrio che, nel disegno preparatorio del Museo del Prado, rappresentava il Papa.

La Restaurazione spagnola è il periodo della storia della Spagna che si estende tra gli anni 1814 e 1833, nel corso dei quali fu ristabilita la monarchia assoluta dei Borbone nel paese iberico.
Dopo la guerra d'indipendenza spagnola, le Corti si riunirono a Madrid (ottobre 1813). Successivamente, Napoleone riconobbe Ferdinando VII re di Spagna. Il 22 marzo 1814 il monarca fece il suo ingresso ufficiale nel paese a Valencia, con l'appoggio generale della popolazione.

## Il ritorno dell'assolutismo
Il 4 maggio Ferdinando VII stabilisce che la corte di Cadice e la sua opera legislativa posteriore, la Costituzione del 1812, sono illegali.
Sono poche le persone che manifestano la loro ostilità verso il monarca dopo il decreto del 4 maggio. I militari liberali vengono arrestati in Africa e le lievi agitazioni di Madrid vengono soffocate dall'esercito. Vengono ristabiliti il consiglio di Castiglia e le capitanerie generali, destituiti i sindaci, ritorna la Compagnia di Gesù, si rafforza l'Inquisizione e perseguitati gli afrancesados.
In questi anni alcune dichiarazioni senza successo si susseguirono, tra cui: Espoz y Mina nel 1814, Díaz Porlier nel 1815 e il generale Lacy nel 1817.
Tuttavia, il giorno di capodanno del 1820, il colonnello Rafael del Riego, insieme ad altri ufficiali liberali, proclama a Las Cabezas de San Juan la Costituzione di Cadice. Il movimento si indebolisce e, in marzo, si trova sull'orlo del fallimento, ma in Galizia alcune rivolte si congiungono per proclamare la validità della Costituzione gaditana. L'effetto continua in diversi punti della Spagna. Il 7 marzo, i ribelli e il popolo occupano i confini del Palazzo reale di Madrid, e il re si vede costretto ad accettare la costituzione.

## Triennio liberale
Mentre il nuovo governo restaura la Costituzione di Cadice, scarcera i liberali civili e militari e buona parte dei quasi 4.000 afrancesados tornano dall'esilio, il re cospira con i suoi fedeli per rendere difficile il compito del governo, riunendoli attorno al Partito realista, che arriva a formare la cosiddetta Regencia de Urgel in Catalogna, quale bastione per la restaurazione assolutista.

### Riforme giuridiche, economiche e sociali
Il confronto con i realisti era uno dei problemi affrontati dal governo liberale, ma non l'unico. Ad ogni modo, una parte degli obiettivi fu compiuta.
Sul piano giuridico venne realizzato il primo Codice penale moderno, compiuto il primo abbozzo di divisione provinciale della Spagna e venne stabilito il servizio militare obbligatorio.
Sul piano economico vennero abolite le dogane interne per facilitare il commercio, si eliminarono i privilegi delle corporazioni favorendo la libera industria, vennero messi in vendita i beni della Chiesa cattolica e si riformò l'azienda pubblica seguendo alcuni dei criteri già sperimentati dagli illuministi.
Sul piano sociale venne limitato nuovamente il ruolo dell'Inquisizione, ripristinata da Ferdinando VII, e si mise in moto l'educazione pubblica gratuita in tre livelli, incluso quello universitario.

### Caduta dei liberali

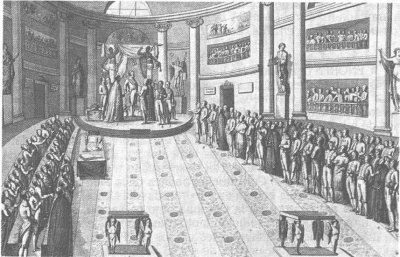
Le Corti riunite durante il Triennio liberale

Il governo liberale incontrò due resistenze alla sua politica: la prima da parte dei realisti, ben organizzati e diretti dal proprio monarca, includendo la chiesa, infervorata soprattutto dopo il processo di vendita dei beni e di chiusura degli ordini ecclesiastici militari. Inoltre, si arrivò a stabilire la cosiddetta Regencia de Urgel, integrata dal marchese di Metaflorida, presidente della reggenza, e da due consiglieri, Jaime Creix, arcivescovo di Terragona, e il barone di Eroles. La reggenza sosteneva che il re non fosse libero di governare e che fosse detenuto dai "negros" (liberali).
Dall'altro lato, c'era un ampio settore denominato anch'esso liberale, gli "exaltados", ma molto più radicale, contrario al mantenimento della monarchia e che controllava buona parte della stampa. In questo ambiente, dopo le elezioni alle Corti del 1822, che videro la vittoria di Riego, e con un'Europa scossa dai movimenti democratici che mettevano in discussione l'ordine interno degli stati, Ferdinando VII, appoggiato nelle tesi del congresso di Vienna, si unirà alla Santa Alleanza formata da Russia, Prussia, Austria e Francia per la restaurazione dell'assolutismo. Nel 1822 la Santa Alleanza decide di intervenire in Spagna, come aveva fatto a Napoli e in Piemonte, e il 22 gennaio venne firmato un trattato segreto che permetterà alla Francia di invadere la Spagna.

### Il processo di indipendenza americana
L'illuminismo aveva portato ai confini dell'America le nuove idee di progresso. La borghesia della zona, prendendo esempio dal processo di decolonizzazione dei possedimenti britannici, ebbe bisogno solo di un innesco per pensare un futuro diverso da quello che aspettava la penisola: la mancanza di autorità e la legittimità di Giuseppe I. Il fattore fondamentale fu determinato dai criollos, spagnoli con grande potere economico nati in America, ma discriminati di fronte ai peninsulari sul campo politico e giudiziario, che finirono per ottenere l'appoggio del resto delle classi sociali popolari.
Già nel 1810, a Buenos Aires, il potere era nelle mani di una Giunta rivoluzionaria e, il 5 luglio 1811, Simón Bolívar proclamava l'indipendenza del Venezuela, il Paraguay faceva lo stesso e il Messico era in piena rivoluzione.
San Martín e Bolívar sconfiggono gli eserciti spagnoli in diverse occasioni e, dal 1814 al 1823, si susseguono le dichiarazioni d'indipendenza di Colombia, Ecuador, Cile, Messico e di tutto il centro America. La resistenza in Perù terminò nel 1824 con la battaglia di Ayacucho.

## I Centomila Figli di San Luigi
Il 7 aprile 1823, la Francia reazionaria di Luigi XVIII invade la Spagna con un esercito soprannominato i Centomila Figli di San Luigi che dovrà far fronte solo ad una lieve resistenza liberale in Catalogna prima di entrare a Madrid. Il governo liberale fugge dall'Andalusia e si rifugia a Cadice, tenendo in ostaggio Ferdinando VII. Assediato dai francesi, il governo legittimo negozia la resa in cambio del giuramento da parte del re del rispetto dei diritti degli spagnoli, cosa che fa il monarca.

## Il Decennio Nefasto Spagnolo
Lo stesso 1º ottobre 1823, sentendosi difeso dalle truppe francesi, Ferdinando VII sospende nuovamente la Costituzione di Cadice e dichiara illegali e "privi di alcun valore" tutti gli atti di governo e le norme disposte durante il Triennio liberale. Per la seconda volta il re viene meno alla sua promessa.
Rafael del Riego, Juan Martín Díez «El Empecinado», Mariana Pineda e molti altri liberali vengono giustiziati. L'esilio è la strada di molti tra quelli che erano tornati dalla Francia convinti della bontà del Triennio liberale (di cui Goya sarà l'esponente più insigne) e la repressione arriva in ogni angolo della penisola. Il proposito era quello di tornare ai modelli, non già propri dei tempi precedenti alla guerra d'indipendenza, quanto a quelli in cui nemmeno il dispotismo illuminato aveva nessuna parte.
L'Inquisizione viene sostituita dai Tribunali di Fede Diocesana, strumento creato dal ministro di grazia e giustizia Francisco Tadeo Calomarde per estendere la repressione a tutti gli ordini.

### Crisi e successione
Verso il 1832 la crisi economica e il problema legato alla successione si mostrano in tutta la loro crudezza. Gli intenti per liberare l'economia all'interno di un regime assolutista sono falliti. A questo si aggiunge la questione della successione. Benché le donne non fossero escluse dalla linea di successione, grazie alle deroghe della Legge salica del 1789 di Carlo IV, e Ferdinando VII avesse due figlie, di cui la primogenita principessa Isabella, esisteva un movimento in favore del fratello del monarca, Carlo Maria Isidoro di Borbone-Spagna, condotto dagli assolutisti più recalcitranti. La malattia del re aveva convertito Maria Cristina di Borbone-Due Sicilie in reggente. Con abilità, cercò l'alleanza dei liberali in cambio della promessa di ritrovare una direzione costituzionale moderata di corte liberale con la figlia Isabella. La morte di Ferdinando VII nel 1833, l'auto proclamazione di Carlo a re e il mantenimento della principessa Isabella come legittima ereditiera, aprirà il periodo delle guerre carliste per la successione della corona e sancirà la fine del periodo assolutista.